# Taraxacum accedens
Taraxacum accedens — вид квіткових рослин з родини айстрових (Asteraceae). Вид зростає в Європі: Швеція, Фінляндія, Польща, Естонія; це багаторічна рослина помірних біомів.